# فتح‌آباد (خاتم)
فتح‌آباد، روستایی در دهستان فتح‌آباد بخش مرکزی شهرستان خاتم در استان یزد ایران است. این روستا، مرکز دهستان فتح‌آباد است.

## جمعیت
بر پایه سرشماری عمومی نفوس و مسکن در سال ۱۳۹۵، جمعیت این روستا برابر با ۴۹۷ نفر (۱۴۱ خانوار) بوده‌است.